# Buenavista de Peñuelas
Buenavista de Peñuelas es una localidad del estado mexicano de Aguascalientes. Es parte del municipio de Aguascalientes.

## Demografía
| Gráfica de evolución demográfica |
|                                  |

| Censo | Población |
| ----- | --------- |
| 1900  | 33        |
| 1910  | 165       |
| 1921  | 93        |
| 1930  | 184       |
| 1940  | 26        |
| 1950  | 85        |
| 1960  | 119       |
| 1970  | 179       |
| 1980  | 167       |
| 1990  | 462       |
| 2000  | 588       |
| 2010  | 935       |
| 2020  | 1 054     |